# Raghbir Lal
Raghbir Lal, né le 15 novembre 1929 à Rawalpindi et mort le 7 avril 2025, est un joueur indien de hockey sur gazon.

## Carrière
Raghbir Lal remporte deux médailles d'or olympiques avec l'équipe d'Inde de hockey sur gazon, en 1952 à Helsinki et en 1956 à Melbourne. Il est aussi capitaine de l'équipe de la police du Pendjab, où il est aussi sous-inspecteur.